# Фиаско (роман)
«Фиаско» (пол. Fiasko) — философско-фантастический роман Станислава Лема, опубликованный в 1986 году; последнее его крупное по форме произведение, подводящее итог всему его творчеству. Главная идея, положенная в основу романа — глубокий пессимизм по вопросу контакта различных цивилизаций, ибо их разделяет не расстояние, а культура и происхождение. После публикации «Фиаско» Лем объявил, что больше не будет заниматься беллетристикой: в дальнейшем он ограничился публицистикой или малой формой. Первая глава написана не позднее 1975 года, роман завершен в октябре 1985 года, первое издание вышло на немецком языке в 1986 году в Германии.

## Сюжет
Действие романа происходит в двух временных пластах будущего. Действие первой главы книги происходит в XXI веке на Титане, где пилот Ангус Парвис с риском для жизни ищет пропавшую группу людей, в число которых входит и пилот Пиркс — один из постоянных героев Лема. Для поисков Парвис пользуется гигантским человекоподобным экзоскелетом («большеходом») — диглатором, снабжённым устройством для экстренного погружения человека в анабиоз, и после того, как терпит катастрофу в области криогейзеров («Бирнамский лес»), вынужден им воспользоваться (Лем называет этот процесс витрификацией, в некоторых изданиях, по всей видимости, с оглядкой на средство заморозки — жидкий азот — стоит термин нитрификация).
Основная сюжетная линия романа разворачивается приблизительно через столетие на борту звездолёта «Эвридика», который должен стартовать с орбиты Титана к звёздному скоплению Гарпии (неизвестной астрономии XXI в., ибо скрыта туманностью Угольный мешок), где у звезды дзета обнаружена пятая планета, названная Квинтой и, несомненно, обладающая высокоразвитой технологической цивилизацией. Корабль должен быть разогнан пусковой установкой, расположенной на Титане, в ходе её монтажа роботы обнаруживают в толще аммиачно-метанового льда фрагменты нескольких сильно поврежденных Диглаторов с замороженными человеческими останками внутри. Тела взяты на борт, чтобы оживить их в процессе полёта. Медики выясняют, что при наличии двух пригодных к воскрешению мо́згов из останков остальных органов можно в буквальном смысле собрать только одного из замороженных астронавтов, и у врачей возникает серьёзная моральная дилемма. При этом неизвестно, кто воскрешаемый, Парвис или Пиркс: единственный сохранившийся при витрификации документ воскрешаемого представляет собой надорванный лист бумаги с проставленной на нём фамилией, где разобрать можно только заглавную букву П (в последующем тексте встречаются намёки на обоих пилотов). Воскрешённый утрачивает память о своей личности, берёт себе псевдоним Марк Темпе, став полноправным членом звёздной экспедиции — пилотом, и, как проявивший в прошлом немалое мужество (которое может пригодиться и при попытках контакта с другой цивилизацией), получает предложение быть членом маленькой (по сравнению со всем экипажем «Эвридики») команды разведчиков, чтобы увидеть квинтян.
По достижении скопления и манёвров у чёрной дыры (энергией которой должно быть обеспечено возвращение на Землю за приемлемый срок — около десятилетия) с «Эвридики» к дзете Гарпии стартует разведывательный сегмент «Гермес». Цель землян — не только контакт ради контакта, но и возможная передача им земных, намного более развитых технологий, позволяющих избежать будущей гибели этой цивилизации в результате сближения их звёздной системы с коллапсаром.
За время перелёта к Квинте (во время которого экипаж «Гермеса» находится в анабиозе) вокруг планеты произошли значительные, но непонятные изменения, о которых капитан «Эвридики» предупреждает суперкомпьютер «Гермеса». Последний принимает решение максимально скрыть своё присутствие, это решение поддерживает и его пробудившийся капитан. На орбитах вокруг планеты обращается почти миллион разнообразных искусственных спутников. Два из них взяты на борт для исследования, исследование даёт намёки на возможное военное предназначение, и ясно указывает на принципиально отличное от земного направление развития наук, как технических, так и социальных.
На естественном спутнике планеты обнаружены следы заброшенных масштабных инженерных работ (литосферные магнитопроводы в сети шахт, работающая сеть которых питает плазменное микросолнце и др.). Только теперь астронавты рискуют начать процедуру сигнального контакта (нормальная процедура предусматривала подачу сигналов о себе задолго до прибытия вместо маскировки, но была отменена после непонятных изменений на Квинте), однако ответа не получают, попытка высадить на планету скоростной автоматический зонд приводит к старту к нему скоростных же (чего земляне не ожидали) ракет с планеты — то ли для атаки, то ли для захвата; компьютер зонда пытается оторваться, и рассчитав что не сможет, — взрывает зонд. Астронавты постепенно приходят к выводу, что на планете не столь давно произошла крупная техническая катастрофа или ряд катастроф в результате возможного политического противостояния на планете. Квинтяне попытались выбросить на околопланетную орбиту часть океанских вод, чтобы освободить континентальные шельфы, но работа кажется незавершённой, в результате чего образовавшееся ледяное кольцо плавится от трения о верхние слои атмосферы, заливая экваториальные зоны планеты непрерывными ливнями. C точки зрения землян вырисовывается картина неблагополучной, расщеплённой в социальном и политическом планах цивилизации, возможные государства которой на поверхности Квинты и в её околопланетном пространстве ведут некое подобие «холодной войны», в частности заглушив все частоты радиодиапазона чистым белым шумом огромной мощности — сотни гигаватт. И чем больше сведений о Квинте земляне накапливают, тем непонятнее становится для них на ней и вокруг неё происходящее, вынуждая строить теорию за теорией, и действовать исходя из этих теорий.
После попытки уничтожения квинтянами «Гермеса» астронавты приходят к необходимости принуждения квинтян к контакту, и выбирают для этого «демонстрацию силы», предупредив квинтян, что при отсутствии ответа земляне разрушат луну квинтян ракетами направленными с разных сторон таким образом, чтобы при всей масштабности и очевидности события не нанести самой планете вреда. Квинтяне, не отвечая, целенаправленно сбивают часть ракет, которая должна была ударить в сторону обращённую к планете, что приводит к неравномерному разрушению, падению обломков спутника на Квинту и катастрофе планетарного масштаба. Не получив и после этого никакой видимой для землян реакции, экипаж «Гермеса», предположив что квинтянские правительства попросту скрывают от своего населения факт присутствия землян на орбите, устраивает грандиозное лазерное шоу на облаках, скрывающих поверхность планеты, показав «сказку», описывающую эволюционное развитие землян, после чего, наконец, получает ответ. В результате переговоров земляне получают и приглашение на посадку. Опасаясь ловушки, астронавты отправляют беспилотную копию «Гермеса», двигательную установку которой квинтяне разрушают сразу после посадки (как выяснится позже — в целом никак не тронув и даже не оставив видимых следов исследования остальной части корабля). Экипаж подлинного «Гермеса» уничтожает ледяное кольцо, опоясывающее Квинту, вызвав ещё одну чудовищную катастрофу с поднятием уровня океана и затоплением прибрежных зон.
Наконец, квинтяне соглашаются принять посла, которым вызывается быть Темпе. Квинтяне предупреждены, что в случае гибели посла «Гермес» уничтожит всю их цивилизацию (орбитальный лазер нарушит равновесие литосферных плит). Темпе дано указание выходить на связь с интервалом каждые сто минут после посадки. Приземлившись, пилот не обнаруживает никаких следов встречи. Заинтересовавшись странными структурами, окружающими посадочную площадку, Темпе идёт их исследовать и, поражённый увиденным, забывает выйти на очередной сеанс связи. Перед самым концом он наконец понимает, что собой представляют квинтяне, но тут с орбиты на весь район высадки обрушивается смертоносный лазерный удар.

## Проблематика
«Фиаско» — последний роман Лема, посвящённый проблеме контакта (ряд включает романы «Эдем», «Солярис», «Непобедимый», «Глас Господа» и др.). Лем глубоко пессимистически относится к перспективе первого контакта ввиду того, что земляне не желают истинного контакта, а ищут во вселенной своих двойников. Их неприятие чужого и желание осуществить контакт любой ценой делают миссию в «Фиаско» обречённой ещё до её начала. Эту точку зрения высказывает один из героев романа — монах ордена доминиканцев Араго, посланник Ватикана в экспедиции.
Как и все произведения Лема, «Фиаско» изобилует множеством нетривиальных научно-фантастических идей. Важнейшие из них:
- Методы запуска межзвёздных экспедиций с использованием чёрных дыр, что позволит вернуться на Землю в пределах жизни одного поколения людей, то есть с тем же экипажем.
- Проект быстрой глубокой заморозки человеческого организма при попадании в экстремальную ситуацию (витрификация), что позволит сохранить ткани головного мозга и вернуть замороженного к жизни.
- Теория «окон контакта», основанная на парадоксе Ферми. По мнению С. Лема, каждая технологическая цивилизация имеет относительно узкий период в своём развитии, когда её представители интересуются проблемами космоса и могут стать объектом контакта. Таким образом, следует запускать межзвёздную экспедицию не к развитой цивилизации, а лишь к «куколке», которая имеет вероятность развиться в технологическую цивилизацию.
- Планетная инженерия, в частности, выброс в околопланетное пространство некоторого объёма Мирового океана (до 10 %) с целью упрощения освоения материковых шельфов и увеличения площади обитаемой поверхности.
- Описанную в романе эскалацию «холодной войны» в космосе Лем пояснил в эссе «Сферомахия» 2001 года, написанном по поводу развития противоракетной обороны США.

## «Хрустальный шар»
В состав романа вошли два фрагмента фантастической повести Лема «Хрустальный шар» 1954 года (в главы «Совет» и «Найдёныш»), имеющие параллели с описанной проблематикой контакта с Квинтой (и вообще с другим разумом) и поведением землян.

## Русские издания
На русском языке выходит в переводе В. Кулагиной-Ярцевой и И. Левшина
- Лем С. Фиаско // Мир на Земле. Фиаско. — М.: Прогресс, 1991. — С. 213—517. — (Политический роман).[8]
- Лем С. Фиаско // Собрание сочинений в 10 т. Т. 12: Дополнительный. — М.: «Текст», 1995. — 464 с.
- Лем С. Фиаско. — М.: Эксмо-пресс, Текст, 1997. — 448 с.
- Лем С. Фиаско // Рассказы о пилоте Пирксе; Фиаско. — М.: ООО «Издательство АСТ», 2003. — С. 397—716.
- Лем С. Фиаско // Солярис; Непобедимый; Рассказы о пилоте Пирксе; Фиаско; Рассказы из цикла «Кибериада»; Из воспоминаний Ийона Тихого. — М.: НФ Пушкинская библиотека; ООО «Издательство АСТ», 2003. — С. 449—738.

Последнее издание дважды перепечатывалось в разных сериях в 2007 г.